# Wellaune

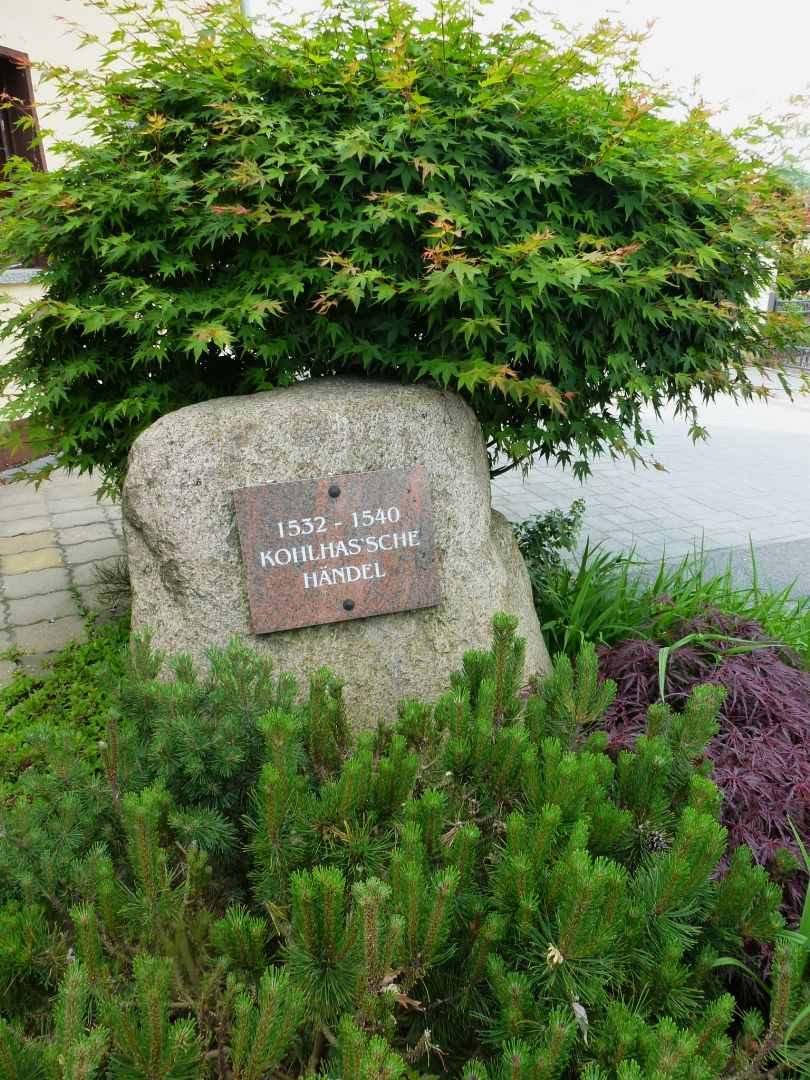
Gedenkstein vor dem Kohlhaasen-Krug

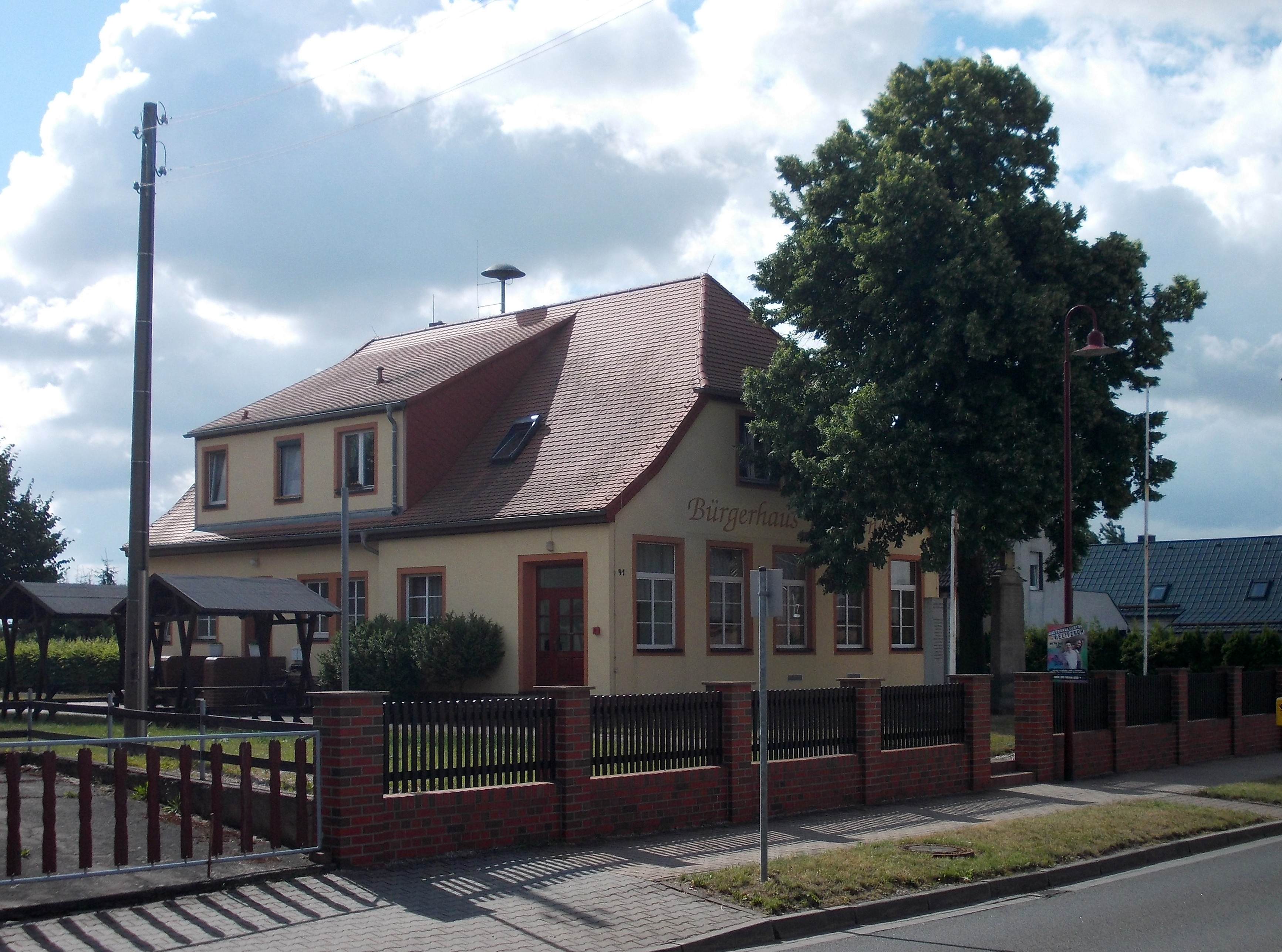
Bürgerhaus

Wellaune ist ein Ortsteil der Stadt Bad Düben, Landkreis Nordsachsen in Sachsen.

## Lage
Wellaune liegt südlich des Hauptortes Bad Düben.

## Geschichte
Erstmals erwähnt wurde der Ort im Jahre 1340. Damals gehörte das Dorf zur Vogtei Schnaditz. Wellaune gehörte um 1529 zum Amt Eilenburg und ab 1552 bis 1815 zum kursächsischen Amt Delitzsch.
1532 wurden mit Billigung des Junkers Günther von Zaschwitz († 1534) auf Rittergut Schnaditz dem zur Leipziger Messe reisenden Händler Hans Kohlhase aus Cölln an der Spree vor dem Dorfkrug in Wellaune zwei Pferde entwendet. Zaschwitz wollte sie nicht wieder herausgeben. Kohlhase kämpfte für sein Recht. Heinrich von Kleist schrieb darüber die Novelle Michael Kohlhaas. Zur Erinnerung errichtete man vor dem Kohlhaasen-Krug einen Gedenkstein.
1664 wurde Georg Fieke aus Authausen „bei Wellaune“ von Junker Friedrich von Schönfeld (geb. um 1624, gest. nach 1682), dem damaligen Besitzer des Freigutes Authausen, durch über 30 Stiche durchs Herz, in den Leib und die Eingeweide „erbärmlich erstochen“.
1813 besichtigte Napoleon einige Tage vor der Völkerschlacht bei Leipzig (16. bis 19. Oktober 1813) ein Lager seiner Truppen bei Wellaune. Durch die Beschlüsse des Wiener Kongresses kam der Ort zu Preußen und wurde 1816 dem Kreis Delitzsch im Regierungsbezirk Merseburg der Provinz Sachsen zugeteilt, zu dem er bis 1952 gehörte. Im Zuge der Kreisreform in der DDR 1952 wurde Wellaune dem Kreis Eilenburg zugeteilt, welcher 1994 im Landkreis Delitzsch aufging.
1993 wurde Wellaune am 1. Januar nach Bad Düben eingemeindet.

## Einwohnerentwicklung
| Stichtag | Einwohnerzahl |
| -------- | ------------- |
| 1529     | 13            |
| 1552     | 15            |
| 1747     | 46            |
| 1818     | 266           |
| 1880     | 278           |
| 1895     | 289           |
| 1910     | 288           |
| 1925     | 264           |
| 1939     | 281           |
| 1946     | 362           |
| 1950     | 341           |
| 1964     | 315           |
| 1990     | 238           |
| 2011     | 362           |